# فكتور سيربريانيكوف
فكتور سيربريانيكوف (مواليد 29 مارس 1940) هو لاعب كرة قدم. لعب مع منتخب الاتحاد السوفييتي لكرة القدم. سبق له أن لعب في كأس العالم لكرة القدم مع منتخب بلاده.

## روابط خارجية
- فكتور سيربريانيكوف على موقع الاتحاد الدولي (مؤرشف)  (الإنجليزية)
- فكتور سيربريانيكوف على موقع قاعدة بيانات كرة القدم.إي يو (الإنجليزية)
- فكتور سيربريانيكوف على موقع ناشيونال فوتبول تيمز (الإنجليزية)